# Toshio Shibata
Toshio Shibata (柴田 敏雄, Shibata Toshio), né en 1949, est un photographe japonais connu pour ses photographies grand format de grands travaux de génie civil dans des paysages inhabités.
Shibata naît à Tokyo. Il est diplômé de l'université des arts de Tokyo avec un B.A. en 1972 et un Master of Fine Arts en 1974 avec lequel il se concentre principalement sur la peinture. Shibata reçoit une bourse du Ministère belge de l’Éducation pour étudier à l'Académie royale des beaux-arts de Gand en Belgique de 1975 à 1977 et commence alors son apprentissage de la photographie au cours de cette période. Sa première exposition personnelle se tient en 1979 et il expose abondamment depuis. À partir de 1987, il enseigne également la photographie à Tokyo.

## Prix
- 1975, 1976
  - Fellowship, Ministry of Education, Belgique
- 1992
  - 17e Prix Ihei Kimura, Asahi Shimbun Publishing Co.

## Albums
- Nihon tenkei (日本典型?) / Photographs by Toshio Shibata. Tokyo: Asahi Shinbunsha, 1992.  (ISBN 4-02-256508-X).
- With Yoshio Nakamura (中村良夫?), Nakamura Yoshio). Tera: Sōkei suru daichi: Shashinshū (テラ: 創景する大地: 写真集?) / Terra. Tokyo: Toshi Shuppan, 1994.  (ISBN 4-924831-12-3).
- Landscape. Tucson, Ariz.: Nazraeli, 1996.  (ISBN 3-923922-46-9).
- Toshio Shibata : su 11 octobre 1997 au 4 janvier 1998. Chicago: Museum of Contemporary Art, 1997.  (ISBN 0-933856-51-2).
- Shibata Toshio Visions of Japan. Kyoto: Korinsha, 1998.  (ISBN 4771328056).
- Type 55. Tucson, Ariz.: Nazraeli, 2004.  (ISBN 1-59005-075-4).
- Dam. Nazraeli, 2004.  (ISBN 1-59005-081-9).
- Juxtapose. Kamakura, Kanagawa: Kamakura Gallery, 2005[1].
- Landscape 2. Portland, Ore.: Nazraeli, 2008.  (ISBN 978-1-59005-238-9). Photographies en couleurs.
- Still in the Night. Koganei, Tokyo: Soh Gallery, 2008. Vues nocturnes en noir et blanc, 1982-86 d'autoroutes au Japon. Légendes et textes en anglais et japonais.
- Randosukēpu: Shibata Toshio (ランドスケープ: 柴田敏雄?). Tokyo : Ryokō Yomiuri Shuppansha, 2008.  (ISBN 978-4-89752-285-2). Photographies noir et blanc et en couleurs.
- Contacts, Poursuite Éditions, 2013,  (ISBN 978-2-918960-70-6)

## Sources
- (ja) Nakamura Hiromi (中村浩美?). Toshio Shibata, dans Nihon shashinka jiten (日本写真家事典?) / 328 Outstanding Japanese Photographers. Kyoto : Tankōsha, 2000.  (ISBN 4-473-01750-8). p. 165.
- (ja) Takeuchi Mariko (竹内万里子?), Mariko Takeuchi). Shibata Toshio, dans Kōtarō Iizawa, ed., Nihon no shashinka 101 (日本の写真家101?), 101 Japanese photographers). Tokyo : Shinshokan, 2008.  (ISBN 978-4-403-25095-8). p. 162.